# Comtat de Gotland
El Comtat de Gotland, o Gotlands län, és un comtat insular o län de Suècia. L'illa de Gotland es troba al Mar Bàltic a l'est d'Öland, i és la més gran de les illes sueques. El comtat només té un municipi: Gotland. la diferència entre el comtat i el municipi només és de caràcter administratiu. Ambdós tenen la seu a la ciutat més gran de l'illa, Visby, amb 22,000 habitants.